# Smaragd
Smaragd (Be3Al2(SiO3)6) je drag kamen, zeleni različek berila. Značilno zeleno barvo mu dajejo primesi kroma, njegovi kristali pa so krhki in pogosto razpokani. Smaragd ima trdoto 7,5 po Mohsovi lestvici. Posebej redki so temno zeleni popolni kristali, ki tudi v umetni svetlobi ohranijo naravno barvo.
Najlepše smaragde najdemo v odprtih kopih metamorfnih kamnin v Kolumbiji, poleg tega pa smaragde kopljejo tudi v Indiji, Sibiriji, Novem Južnem Walesu in na Uralu.
Danes je moč kupiti tudi cenene umetne smaragde, ki so se začeli na trgu pojavljati od šestdesetih let 20. stoletja. Dobre imitacije smaragda imajo trgovsko ime Smaril.